# Jan Wallentin
Jan Wallentin (* 8. April 1970 in Linköping) ist ein schwedischer Journalist und Autor.

## Leben
Wallentin studierte an den Universitäten Lund und Stockholm und arbeitete für das schwedische Fernsehen. 2010 debütierte er mit dem Abenteuerroman Strindbergs Stern, der in bereits 16 Ländern erschienen war, bevor er im Oktober 2010 in Schweden veröffentlicht wurde. 
Sein in mittlerweile 24 Ländern verkauftes Erstlingswerk erschien 2011 auch in deutscher Sprache.
Wallentin ist verheiratet, Vater von drei Kindern und lebt in Stockholm.

## Werke
- 2011: Strindbergs Stern, ISBN  978-3-10-090514-7